# Кристи Кэнион
Кри́сти Кэ́нион (англ. Christy Canyon, настоящее имя — Мелисса Кэй Бардизбанян (англ. Melissa Kay Bardisbanian); род. 17 июня 1966, Пасадина, Калифорния) — американская шоувумэн и радиоведущая армянского происхождения, в прошлом — порнографическая актриса родом из Калифорнии. Имеет натуральную грудь 5-го размера.

## Карьера
Кэнион начала позировать для эротических журналов в возрасте 18 лет в сентябре 1984 года, а в марте 1985 уже снялась в первом порнографическом фильме. Как рассказала она сама, режиссёр и порноактёр Грэг Роум приметил её на автобусной остановке в Голливуде, тут же предложив Кристи обратиться по своей рекомендации к Джиму Саусу — известному порнографическому продюсеру и менеджеру многочисленных изданий. Свою первую известную роль актриса сыграла в ленте «Swedish Erotica 57» (под псевдонимом «Мисси»), где вступила в половой акт с тогда уже прославившимся Роном Джереми. Благодаря его раскрутке популярность Кристи тут же молниеносно возросла.

### Частичная фильмография
- Hollywood Starlets (1985)
- Educating Mandy (1985)
- Black Throat (1985)
- Holly Does Hollywood (1985)
- Star 90 (1990)
- Passages 1-4 incl Peter North (1991)
- Comeback (1995)
- Oral Addiction (1996)
- Domination Nation 1 and 2 (both 1997)
- The Top 25 Adult Stars of All Time (1999)

### Отставка
Кэнион ушла в отставку от выступлений в фильмах для взрослых в 2001—2002 годах, после чего сосредоточилась на своём веб-сайте и в настоящее время выступает в качестве радиоведущей. В 2003 году она опубликовала автобиографию «Lights, Camera, Sex». Хотя в 2004—2006, а также в 2009-м годах снялась обнаженной в двух кинолентах и нескольких фотосессиях (софткор).

## Личная жизнь
Кристи Кэнион родилась в семье поваров. Её отец — армянин, мать — американка итальянского происхождения. В школе Кристи изучала испанский, правда знает его со словарём.
В 1993—1994 года Кристи была замужем за Томом Синополи.
В 1996—1999 годах Кристи была замужем за Джереми Стоуном.
В 2003—2004 годах Кристи была замужем за неким Грантом. В последнем браке усыновила двоих мальчиков, биологических детей нет.

## Премии
- 1991 F.O.X.E — Female Fan Favorite[3]
- 1992 °F.O.X.E — Female Fan Favorite[3]
- 1996 AVN Award — Best Tease Performance for Comeback[4]
- 1997 AVN Award — Best Group Scene — Film for The Show[4]
- AVN Hall of Fame[5]
- 1997 — включена в Зал славы Legends of Erotica[6]
- XRCO Hall of Fame[7]
- 2004 Free Speech Coalition Lifetime Achievement Award[8]